# Phrudocentra protractaria
Phrudocentra protractaria är en fjärilsart som beskrevs av Herrich-Schäffer 1870. Phrudocentra protractaria ingår i släktet Phrudocentra och familjen mätare. Inga underarter finns listade i Catalogue of Life.